# Yōko Ono
Yōko Ono (小野 洋子?, Ono Yōko; Tokyo, 18 febbraio 1933) è un'artista e musicista giapponese naturalizzata statunitense.
Già conosciuta nel mondo dell'arte, raggiunse la fama internazionale con il matrimonio e la successiva carriera artistica con John Lennon dei Beatles.

## Scrittura del nome
In kanji giapponesi il suo nome è scritto 小野 洋子 (Ono Yōko); sulla stampa giapponese e sulle copertine dei suoi album il nome della Ono è scritto a volte anche in katakana (オノ・ヨーコ).

## Biografia
Figlia maggiore di Eisuke Gue Ono, membro di una delle più importanti famiglie di banchieri giapponesi, e di Isoko, una pianista classica, Yōko e i suoi fratelli ebbero un'educazione impartita da bambinaie e assistenti su delega dei genitori. Durante la seconda guerra mondiale la famiglia sopravvisse al bombardamento di Tokyo in un bunker a capanna. Fu in questo periodo che sviluppò il lato più aggressivo del suo carattere: i bambini del posto schernivano i fratelli Ono, caduti in povertà ma abituati alle buone maniere dell'alta società. Suo padre rimase a Tokyo e, senza che la famiglia lo venisse a sapere, fu internato in un campo di prigionia in Cina.
Dopo la guerra la famiglia Ono si trasferì negli Stati Uniti, a Scarsdale, nello Stato di New York. Yōko Ono si iscrisse al Sarah Lawrence College; i suoi genitori approvarono questa scelta, ma furono fortemente contrari al suo stile di vita, punendola spesso perché frequentava persone considerate inferiori al suo rango. La Ono si circondava infatti di artisti, poeti e personalità dalla vita bohémienne, in una ricerca della libertà cui aspirava per sé stessa. Nonostante visitasse spesso gallerie d'arte e partecipasse agli happening artistici in città, la pittura non era il suo unico interesse: aveva infatti un’altra grande passione, la musica.
Nel 1956 sposò il compositore Toshi Ichiyanagi, dal quale divorziò nel 1962. Il 28 novembre dello stesso anno sposò il produttore statunitense Anthony Cox. Il loro matrimonio fu annullato il 1º marzo 1963; si risposarono il 6 giugno e divorziarono il 2 febbraio 1964. Ebbero una figlia, Kyoko Chan Cox, nata l'8 agosto 1963. Dopo il divorzio, come risultato di una battaglia legale, la custodia della bambina fu assegnata in forma permanente alla Ono; tuttavia nel 1971 Cox rapì Kyoko e scomparve. La Ono poté rivedere la figlia solo nel 1998.

### Esperienze artistiche
Yoko Ono fu fra i primi membri di Fluxus, un'associazione libera di artisti d'avanguardia, che si sviluppò all'inizio degli anni Sessanta.
Fu tra i primi artisti ad esplorare l'arte concettuale e le performance artistiche. Un esempio delle sue performance è Cut Piece, durante la quale stava seduta su un palco ed invitava il pubblico a tagliare con delle forbici i vestiti che aveva addosso, fino a restare nuda. Un altro esempio di arte concettuale è il libro Grapefruit (Pompelmo), edito per la prima volta nel 1964, che comprendeva delle surreali istruzioni in stile Zen, da completare nella mente del lettore, come Nascondino: nasconditi finché tutti si dimenticano di te. Nasconditi finché tutti muoiono. Il libro fu ripubblicato diverse volte; l'edizione a maggior tiratura risale al 1971, distribuito da Simon and Schuster, fu ristampato nel 2000.

Yoko Ono ha diretto anche alcuni film sperimentali, 16 fra il 1964 e il 1972, fra i quali ottenne un certo successo No. 4 del 1966, più noto con il titolo Bottoms. Il film consiste in una serie di inquadrature di natiche di persone che passeggiano su una pedana mobile. Lo schermo è suddiviso in quattro parti quasi uguali dalla fessura e dalla piega orizzontale dei glutei. La colonna sonora consiste di interviste a coloro che sono stati filmati o hanno collaborato al progetto. Nel 1996 la Swatch ha prodotto un orologio in edizione limitata per commemorare questo film.

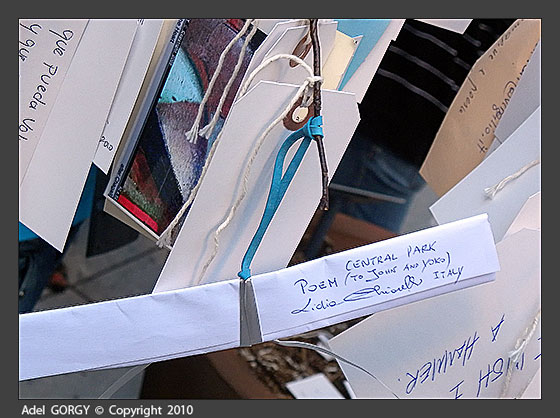
Cartoncini dipinti e poesie appesi allo Yoko Ono's Wish Tree

La produzione artistica della Ono è stata più volte stroncata dai critici. Per esempio, Brian Sewell, critico d'arte per il giornale londinese London Evening Standard e personaggio televisivo, disse di lei: «Non ha creato nulla e non ha contribuito a niente, è semplicemente stata un riflesso del suo tempo... Penso che sia una dilettante, una donna molto ricca che sposò qualcuno che aveva del talento ed era la forza trainante dietro i Beatles. Se non fosse stata la vedova di John Lennon, adesso sarebbe stata totalmente dimenticata... Yoko Ono era semplicemente un parassita. Avete visto le sue sculture o i suoi quadri? Sono tutti orribili.»
Le opere della Ono sono state in seguito rivalutate da diversi studiosi e critici d'arte. Negli ultimi anni il suo lavoro ha regolarmente ottenuto riconoscimenti e consensi; ad esempio, Matthew Teitelbaum, direttore della Galleria d'arte dell'Ontario, ha detto: "Yoko Ono è una delle artiste visuali più originali e ispirate"; Michael Kimmelman, capo-critico d'arte del New York Times, ha scritto: "L'arte di Yoko Ono è uno specchio: come la sua opera A Box of Smile, ci riconosciamo nella nostra reazione ad esso; un piccolo stimolo ad un'illuminazione personale, molto Zen". Ella è stata, infatti, descritta come "la più famosa artista sconosciuta: tutti conoscono il suo nome, ma nessuno sa cosa fa".
Nel 2001 YES YOKO ONO, una retrospettiva di 4 anni del lavoro della Ono, ricevette, come miglior mostra museale svoltasi a New York, il prestigioso premio americano dell'Associazione internazionale dei critici d'arte, considerato uno dei più importanti riconoscimenti in campo museale. Nel 2002 la Ono fu premiata con la Skowhegan Medal per le sue opere in diversi media. Nel 2005 ricevette il "Lifetime achievement award" dalla Società giapponese di New York.
Nel 2001 la Ono ha ottenuto una laurea honoris causa in Legge dall'Università di Liverpool. Nel 2002 le fu offerta la laurea in Belle Arti dal Bard College; Scott MacDonald, professore ospite del college, disse: "[Yoko Ono] deve essere ringraziata per le opere che ha fatto, e celebrata per ciò che è venuta a rappresentare, nella storia dei media e in tutto il mondo: coraggio, elasticità, tenacia, indipendenza e soprattutto immaginazione e fiducia nel fatto che la pace e l'amore rimangono la via verso un futuro dell'umanità più luminoso e diverso."
Wish Tree, la sua installazione al Sculpture Garden del MoMA di New York (luglio 2010) è diventata rapidamente molto popolare: numerosissimi contributi giungono da ogni parte del mondo.

### La vita con John Lennon

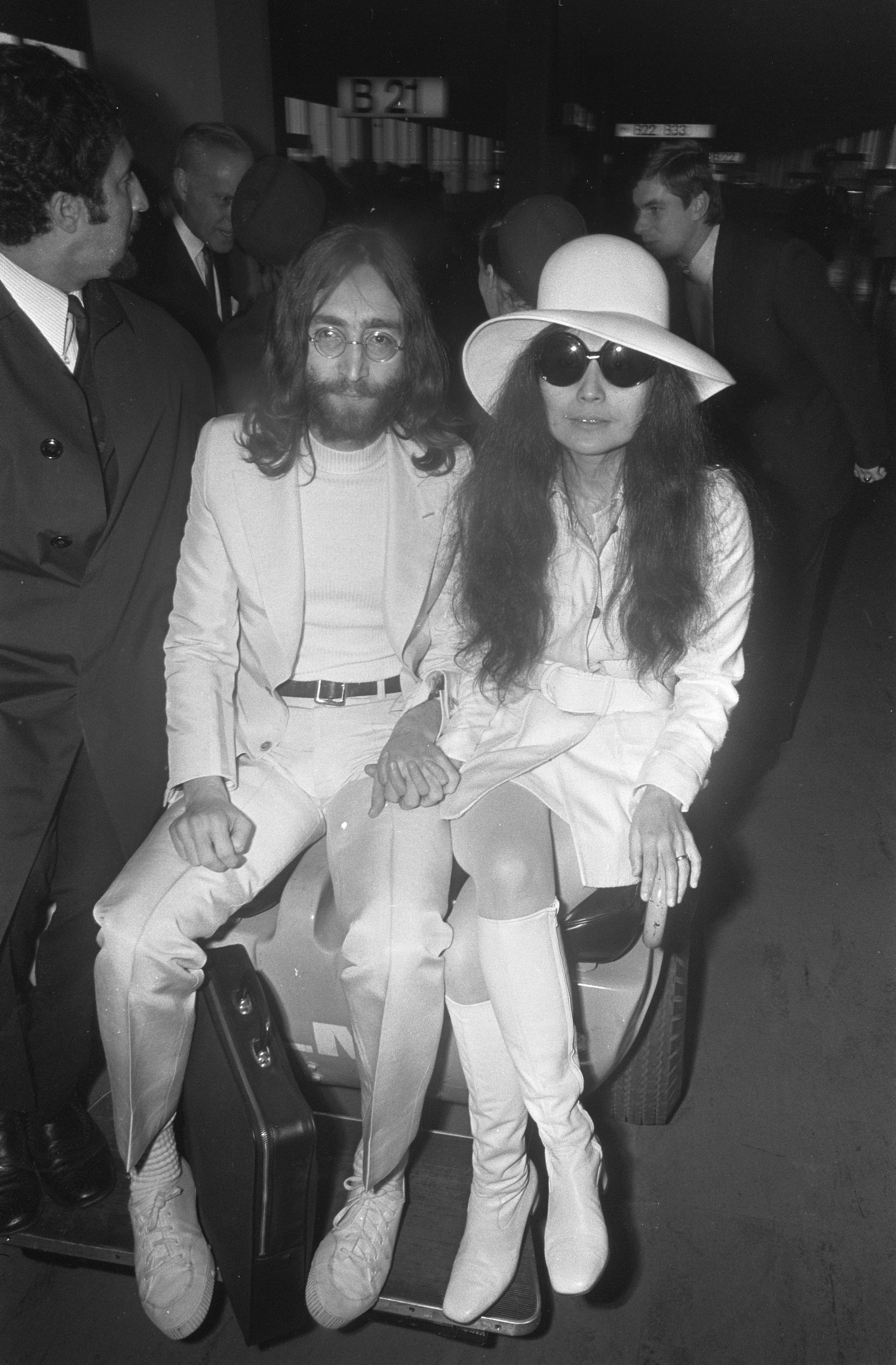
John Lennon e Yoko Ono in Olanda nel 1969

Yoko Ono e John Lennon si incontrarono per la prima volta quando il musicista britannico visitò l'anteprima di una mostra della Ono all'Indica Gallery di Londra, il 9 novembre 1966. Lennon fu suggestionato dall'ironia e dall'interattività delle opere esposte, come l'installazione che prevedeva una scala davanti ad una tela nera e che per mezzo di specchietti faceva leggere la parola "Yes". C'era anche una mela vera (o almeno che sembrava tale) esposta con la targhetta "Mela"; quando Lennon venne a sapere che il prezzo della mela era di 200 sterline pensò ad uno scherzo, ma lo ritenne divertente.
Un'altra opera consisteva in un muro nel quale i visitatori erano invitati ad inserire un chiodo con un martello, ma poiché la mostra sarebbe dovuta iniziare solo il giorno successivo, la Ono vietò a Lennon di infilare il primo chiodo. Dopo le insistenze del cantante e dopo un'accesa discussione con il proprietario della galleria, la Ono permise a Lennon di mettere il primo chiodo, ma solo al prezzo di 5 scellini, e Lennon replicò: "Ti darò 5 scellini immaginari se tu mi lasci inserire un chiodo immaginario". Iniziarono a frequentarsi un anno e mezzo più tardi.
Nella primavera del 1968 Yoko rimase incinta di Lennon per la prima volta: il figlio, che avrebbe dovuto chiamarsi John Ono Lennon II, venne però abortito spontaneamente il 21 novembre dello stesso anno, a gravidanza già avanzata. In seguito al divorzio di Lennon dalla sua prima moglie, Cynthia Powell, John Lennon e Yoko Ono si sposarono il 20 marzo 1969 sulla Rocca di Gibilterra. Nel giugno dello stesso anno Lennon annunciò che la Ono era di nuovo in attesa un bambino, tuttavia la gravidanza si interruppe in modo spontaneo il successivo 12 ottobre. Agli inizi di marzo del 1970 Yoko scoprì per la terza volta di essere incinta, ma anche questa gravidanza non arrivò a termine, dal momento che l'artista perse il bambino il 1º agosto. In alcune biografie, la causa dei ripetuti aborti sofferti dalla Ono è stata individuata nelle sostanze stupefacenti da cui sia lei che Lennon erano stati dipendenti.
Il 9 ottobre 1975, nel giorno del 35º compleanno di Lennon, vide finalmente la luce Sean, l‘unico figlio di John e Yoko, nato prematuro.
Lennon menzionò la Ono in molte delle sue canzoni. Quando era ancora nei Beatles scrisse The Ballad of John and Yoko e la menzionò implicitamente in Julia, una canzone dedicata alla madre, dove un verso recita Ocean child calls me, so I sing a song of love (trad. "La bambina dell'oceano mi chiama, così canto una canzone d'amore"); altre canzoni di Lennon sulla Ono sono: Oh Yoko! e Dear Yoko. Viene espressamente menzionata anche in God.

### Il rapporto con i Beatles
Yoko Ono viene frequentemente accusata, soprattutto dai fan dei Beatles, di essere stata la principale causa dello scioglimento dei Fab Four. Altri sostengono che non fu lei la causa, poiché alla fine degli anni sessanta i membri dei Beatles si stavano inevitabilmente muovendo in direzioni diverse sia musicalmente sia nella vita privata.
In genere i Beatles non accettavano la presenza di estranei mentre lavoravano in studio di registrazione; tuttavia, John invitò Yoko Ono ad accompagnarlo durante le prime sessioni di registrazione per il White Album. I due rimasero insieme durante queste e altre sessioni. Inizialmente Yoko Ono era una semplice osservatrice, ma successivamente cominciò a dare consigli a Lennon, il quale si dimostrò sempre interessato e influenzato dalla sua opinione, fino ad offrire suggerimenti, nonché critiche, all'intero gruppo. Gli altri membri non la presero bene; secondo George Harrison, la Ono stava producendo delle "vibrazioni negative". Probabilmente la presenza della Ono contribuì ad aumentare la tensione anche durante le registrazioni di Abbey Road, già funestate da litigi tra i quattro Beatles.
Il turbolento rapporto tra Yoko Ono e i Beatles è stato così discusso, dai fan come dai media, al punto da diventare un archetipo: alla Ono, ad esempio, vengono spesso paragonate tutte le donne che esercitano un'influenza su un gruppo di uomini (non necessariamente musicale) attraverso la loro relazione con uno dei membri. Ci sono addirittura dei fan di Lennon che attribuiscono la sua fase sperimentale, attraversata appena dopo lo scioglimento dei Beatles (ritenuta difficile e bizzarra), alla Ono. Ci sono però anche alcuni che considerano l'influenza della Ono profonda e positiva per l'opera di Lennon, come lui stesso ha ribadito più volte. La Ono è stata anche additata come responsabile per la dipendenza da eroina sviluppata da Lennon negli anni settanta, in quanto si dice che sia stata lei a fargli sperimentare la sostanza per la prima volta. Entrambi furono vittime di questa dipendenza per alcuni anni.
Dall'inizio degli anni settanta fino alla reclusione volontaria di Lennon dopo la nascita di Sean nel 1975, Lennon e la Ono cominciarono a dedicarsi sempre di meno alla musica e sempre più all'attivismo politico, appoggiando i movimenti pacifisti anti-Vietnam, finanziando i comunisti-radicali, le Pantere Nere e i gruppi femministi americani (questo impegno costò alla coppia gravi problemi con il Servizio d'Immigrazione e Naturalizzazione statunitense).

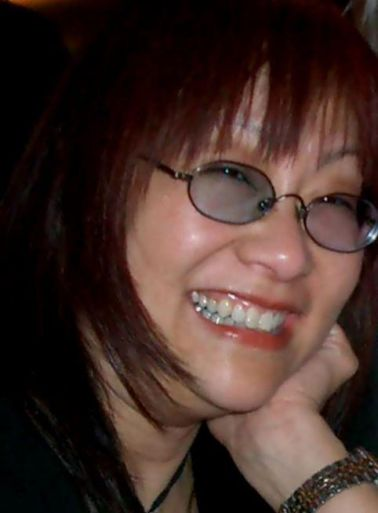
May Pang (2002)

Lo stress dovuto alla minaccia di espulsione dagli Stati Uniti per Lennon, insieme alle ricerche infruttuose della figlia di Yoko, tirarono fuori il peggio della coppia. Lennon iniziò a bere molto, la Ono si buttò nel lavoro e divennero emotivamente insensibili l'uno all'altra. Quando i due si allontanarono, nel 1973, la Ono "selezionò" una segretaria, May Pang, perché la sostituisse stando con Lennon mentre erano lontani (le versioni a questo proposito sono varie: la Ono in persona ha dichiarato che Pang fu scelta soltanto come assistente di Lennon mentre lui stava lavorando a vari progetti a Los Angeles). Lennon aveva molte relazioni all'epoca e, ogni qual volta aveva un problema, chiamava la Ono, a volte per provocarla coi racconti delle stesse, altre per pregarla di farlo tornare a casa. La Ono, che aveva anche lei ricominciato il turn-over degli appuntamenti, era irremovibile: era ancora troppo presto per tornare insieme. Lennon tornò spesso da Pang, la sua unica ancora di salvezza all'epoca. Lennon e Pang rimasero insieme fino al 1975, quando giunse la riconciliazione con la Ono.
Nel 2003 la Ono ha causato qualche controversia inserendo se stessa nel video della famosa canzone #9 Dream in occasione dell'uscita del cofanetto in DVD Lennon Legend: The Very Best of John Lennon. La si può vedere mentre canta in playback i ritornelli in realtà cantati da May Pang. Pang ha dichiarato: "Sta cercando di cancellare ogni traccia di chiunque altro abbia avuto a che fare con John. Sono proprio sconvolta dal fatto che abbia voluto far credere a tutti che quella su #9 Dream sia la sua voce. Lei non aveva niente a che fare con quell'album, l'unico numero 1 di John sia come album che come singolo. Oddio, ora capisco come deve sentirsi Paul McCartney". Comunque, qualche fan sostiene che l'inclusione della Ono sia in qualche modo dovuta: il ritornello in questione si trova subito dopo la frase cantata da Lennon two spirits dancing, so strange ("due spiriti che danzano in modo così strano"), e all'epoca Lennon era innamorato della Ono ma viveva con May Pang, le due donne della sua vita, definibili come "due spiriti".

### Carriera musicale
Yoko Ono e John Lennon collaborarono in molti album, già a partire dal 1968, prima dello scioglimento dei Beatles, con Unfinished Music No.1 - Two Virgins, un album di musica elettronica particolarmente sperimentale. Lo stesso anno la coppia partecipò a una traccia sperimentale del White Album intitolata Revolution 9. Molti degli album della coppia vennero in seguito pubblicati sotto la sigla Plastic Ono Band.
Il primo album di questa formazione è del 1969, Live Peace in Toronto 1969, registrato durante il "Toronto Rock and Roll Revival Festival". Oltre a Lennon e Yoko Ono il gruppo era composto da Eric Clapton come chitarrista, Klaus Voormann al basso e Alan White alla batteria. Nella prima parte di questa esibizione il "rock" è piuttosto negli standard, ma nella seconda parte, quando Yoko Ono prese il microfono, la band si esibì in quella che si può considerare come il debutto del mondo dell'avanguardia nel rock. Il finale del disco consiste per lo più in musica di sottofondo sulla quale Yoko Ono cantava e urlava.
Il primo album da solista di Yoko fu Yoko Ono/Plastic Ono Band, pubblicato nel 1970 come versione alternativa del più famoso John Lennon/Plastic Ono Band. I due album avevano le copertine per lo più identiche, ma su quello della Ono era presente una foto di lei che si piega verso Lennon, mentre nell'album di Lennon era lui a piegarsi verso Yoko Ono. In entrambi gli album veniva esplorato il cosiddetto primal scream, le urla più primitive; tuttavia, mentre Lennon aveva un approccio più convenzionale alla stesura delle canzoni, il lavoro della Ono era un vero e proprio "assalto urlante". In quest'ultimo erano presenti vocalizzi ruvidi e crudi, forse influenzati anche dal teatro Nō giapponese. Probabilmente la canzone più famosa dell'album è Why, durante la quale lei urla la parola "why" ("perché?") per 5 minuti. Alcuni critici furono ricettivi verso questo lavoro e dichiararono che la sua voce era "lo strumento più interessante dopo Robert Moog". Nelle classifiche statunitensi l'album arrivò alla posizione n. 183.
Nel 1971 pubblicò l'album doppio Fly. In esso esplorò un punk rock leggermente più convenzionale, con tracce come Midsummer New York e Mind Train. Ottenne anche una diffusione radiofonica minore con la ballata Mrs. Lennon. Forse la canzone più famosa dell'album è Don't Worry Kyoko (Mummy's Only Looking for Her Hand in the Snow), un'ode alla figlia rapita dal suo ex-marito. La Ono in seguito pubblicò due album rock femministi nel 1973, Approximately Infinite Universe e Feeling the Space, che ricevettero poca attenzione in quel periodo ma che sono oggi valutati con molto rispetto dalla critica, particolarmente per canzoni come Move on Fast, Yang Yang e Death of Samantha.
Nella veste di musicista la Ono ottenne il successo a prescindere dall'incontro con Lennon: la sua prima performance pubblica risale al 1968 con un concerto nella Carnegie Recital Hall (la sala da 268 posti, da non confondersi con la più grande "Main Hall"), dove la Ono si esibì in una performance sperimentale sia dal punto di vista della scena che della musica. In questo senso collaborò con luminari della musica sperimentale come John Cage e il jazzista Ornette Coleman.
La sua musica cambiò dopo il matrimonio; mentre molte delle sue prime canzoni omaggiavano l'arte surrealista delle sue opere, negli ultimi anni le sue canzoni divennero più convenzionali; per esempio le sette canzoni pop che contribuirono alla creazione dell'album Double Fantasy.
Nella primavera del 1980, Lennon ascoltò Lene Lovich e Rock Lobster dei B-52's in un nightclub, e gli ricordarono il sound musicale della Ono. Corse ad una cabina telefonica, chiamò Yoko e disse «Sono finalmente pronti per noi, amore!». Infatti, molti musicisti, particolarmente quelli del movimento new wave, avevano pagato tributo alla Ono (sia come artista di diritto, sia come musa e icona). Per esempio, Elvis Costello incise una versione della canzone della Ono Walking on Thin Ice, i B-52's fecero una cover di Don't Worry Kyoko (Mummy's Only Looking for Her Hand in the Snow) (accorciando il titolo in Don't Worry), e i Sonic Youth inclusero una performance dei primi Voice Piece for Soprano concettuali di Ono nel loro album SYR4: Goodbye 20th Century. Una delle canzoni più conosciute dei Barenaked Ladies è Be My Yoko Ono, e Dar Williams incise una canzone chiamata I Won't Be Your Yoko Ono. La cantante punk rock Patti Smith invitò la Ono a partecipare a "Meltdown", un festival di due settimane che Smith organizzò a Londra nel giugno 2005; la Ono si esibì al Queen Elizabeth Hall.

### Morte di John Lennon
John Lennon venne assassinato da Mark David Chapman, un fan squilibrato che gli sparò contro cinque colpi di pistola, la notte dell'8 dicembre 1980 a New York, mentre si apprestava a salire nel suo appartamento nel Dakota Building di Manhattan. Yōko Ono si trovava con il marito e fu testimone del delitto. Walking on Thin Ice (For John) fu pubblicata come singolo meno di un mese dopo, e divenne il primo successo di classifica della Ono, raggiungendo il n. 58 e ottenendo una grande popolarità nel circuito delle radio underground. Nel 1981 la Ono pubblicò l'album Season of Glass con in copertina l'impressionante foto degli occhiali di Lennon rotti e insanguinati accanto a un bicchiere mezzo pieno d'acqua, con una finestra che si affacciava sul Central Park sullo sfondo.
Questo portò alcuni critici ad accusarla di essere priva di tatto e di strumentalizzare la tragedia. La Ono difese la sua scelta dicendo che tale immagine provocatoria voleva ricordare che Lennon non era semplicemente morto o si era suicidato bensì era stato assassinato, ed affermò che coloro i quali pensavano che quella foto fosse eccessiva avrebbero dovuto ricordare che John ebbe da sopportare molto di più (la fotografia fu battuta all'asta a Londra nell'aprile 2002 per 13 000 sterline). Nelle note nel booklet di Season of Glass la Ono spiegò che l'album non era dedicato a Lennon perché "si sarebbe offeso - era uno di noi".

### La vita dopo Lennon

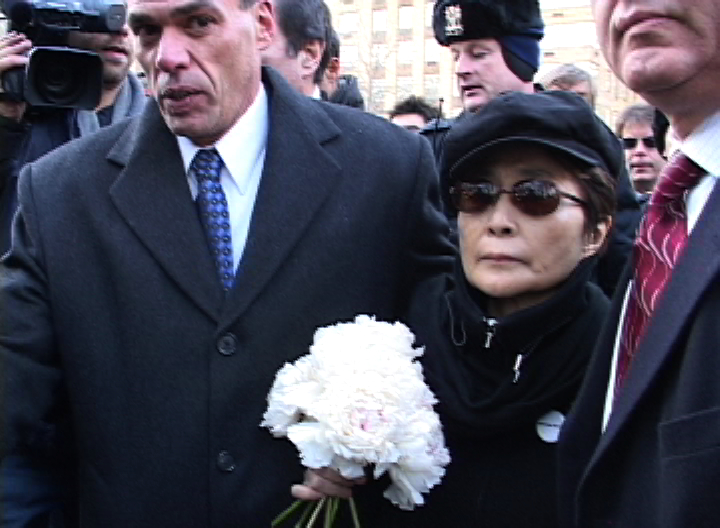
Yoko Ono commemora il marito, 2005

Nel 1982 uscì It's Alright (I See Rainbows), un album più positivo, inizio di quella che potrebbe essere definita come la ripresa della Ono dopo la perdita del marito. La copertina mostra la Ono con i suoi famosi occhiali avvolgenti che guarda verso il sole con audacia, mentre sullo sfondo una sorta di fantasma di Lennon osserva la Ono e Sean. L'album è stato definito il punto d'incontro tra la sensibilità pop della Ono e le sue influenze avanguardiste. Ha ottenuto un certo successo di classifica e radiofonico con i singoli My Man e Never Say Goodbye.
Nel 1984 uscì un album tributo dal titolo Every Man Has A Woman, che comprende i classici della Ono cantati da altri artisti, come Elvis Costello, Roberta Flack, Eddie Money, Roseanne Cash e Harry Nilsson. Era uno dei progetti che Lennon non aveva avuto il tempo di realizzare. Quello stesso anno uscì postumo anche l'ultimo album di Lennon e Ono, Milk and Honey, anche se sotto forma di demo.
L'ultimo album della Ono risalente agli anni ottanta è Starpeace, un concept album pieno di entusiasmo positivo, concepito come un antidoto al sistema missilistico di difesa ideato da Ronald Reagan e conosciuto come "Star Wars". Sulla copertina troviamo una Ono sorridente e serena che tiene sul palmo della mano la Terra. Nonostante le pressanti richieste di un nuovo album da parte della critica, Starpeace ricevette ben poca risposta commerciale. Il singolo Hell in Paradise, comunque, fu un successo, arrivando al numero 16 della classifica dance americana.
Nel 1986 la Ono iniziò il tour mondiale di Starpeace, in gran parte dedicato all'Europa orientale e a paesi che riteneva bisognosi di un messaggio di pace.
Dopo una pausa durata anni, Yoko Ono firmò un contratto con la Rykodisc nel 1992 per la pubblicazione di un box set di 6 CD, Onobox, contenente i maggiori successi dei suoi album da solista in versione rimasterizzata, nonché materiale inedito dalle sedute di registrazione del 1974. Uscì anche una compilation di "greatest hits" a un solo disco da Onobox, intitolata Walking on Thin Ice.
Nel 1994, Yoko produsse il suo primo musical, New York Rock, che presentava delle versioni in stile Broadway delle sue canzoni.
Il 1995 vide il ritorno di Yoko Ono con l'album Rising, in collaborazione con il figlio Sean Lennon e la band Ima. Il disco fu accolto positivamente dalla critica ed è considerato spesso tra le sue opere migliori. Rising diede anche l'avvio a un grande tour mondiale.
L'anno successivo la cantante ha collaborato con diversi artisti alternative rock, tra cui Cibo Matto, Ween, Tricky, e Thurston Moore per un EP di remix intitolato Rising Mixes.
Nel 1997, con il crescere dell'attenzione verso l'artista, l'etichetta Rykodisc ha ripubblicato su CD tutti i suoi album da solista da Yoko Ono/Plastic Ono Band a Starpeace. La Ono stessa ha rimasterizzato l'audio con il tecnico Rob Stevens ed ha aggiunto varie bonus track, inclusi demo e pezzi live. Il 2001 vide l'uscita del concept album Blueprint for a Sunrise, di carattere femminista, ben accolto dai critici. Dal 2002, i dj più alla moda hanno iniziato a remixare i pezzi di Yoko Ono per i dance club. Per il progetto di remix, la cantante ha abbreviato il suo nome in "ONO", ricordando volutamente l'espressione "Oh, no!", che l'ha sempre accompagnata scherzosamente.
ONO ha avuto grande successo con le nuove versioni di Walking on Thin Ice, remixata da famosi DJ e artisti dance tra cui i Pet Shop Boys, Orange Factory, Peter Rauhofer, e Danny Tenaglia. Nell'aprile 2003 Walking on Thin Ice (Remixes) raggiunse il numero uno sulla "Dance Club Songs" di Billboard (la versione che centrò la prima posizione, e anche la più famosa, fu l'Elektro mix dei Pet Shop Boys, incluso poi nel loro album di remix Disco 4 del 2007).
Durante la sua carriera la Ono ha collaborato con vari gruppi di artisti e musicisti tra cui John Cage, David Tudor, George Maciunas, Ornette Coleman, Charlotte Moorman, George Brecht, Jackson Mac Low, Jonas Mekas, Yvonne Rainer, La Monte Young, Richard Maxfield, Zbigniew Rybczyński, Yo La Tengo e Andy Warhol. Il 10 febbraio 2006 ha letto un messaggio di pace e introdotto l'esecuzione del brano Imagine da parte di Peter Gabriel nel segmento protocollare conclusivo della Cerimonia di apertura dei XX Giochi olimpici invernali di Torino 2006.

### L'attivismo politico

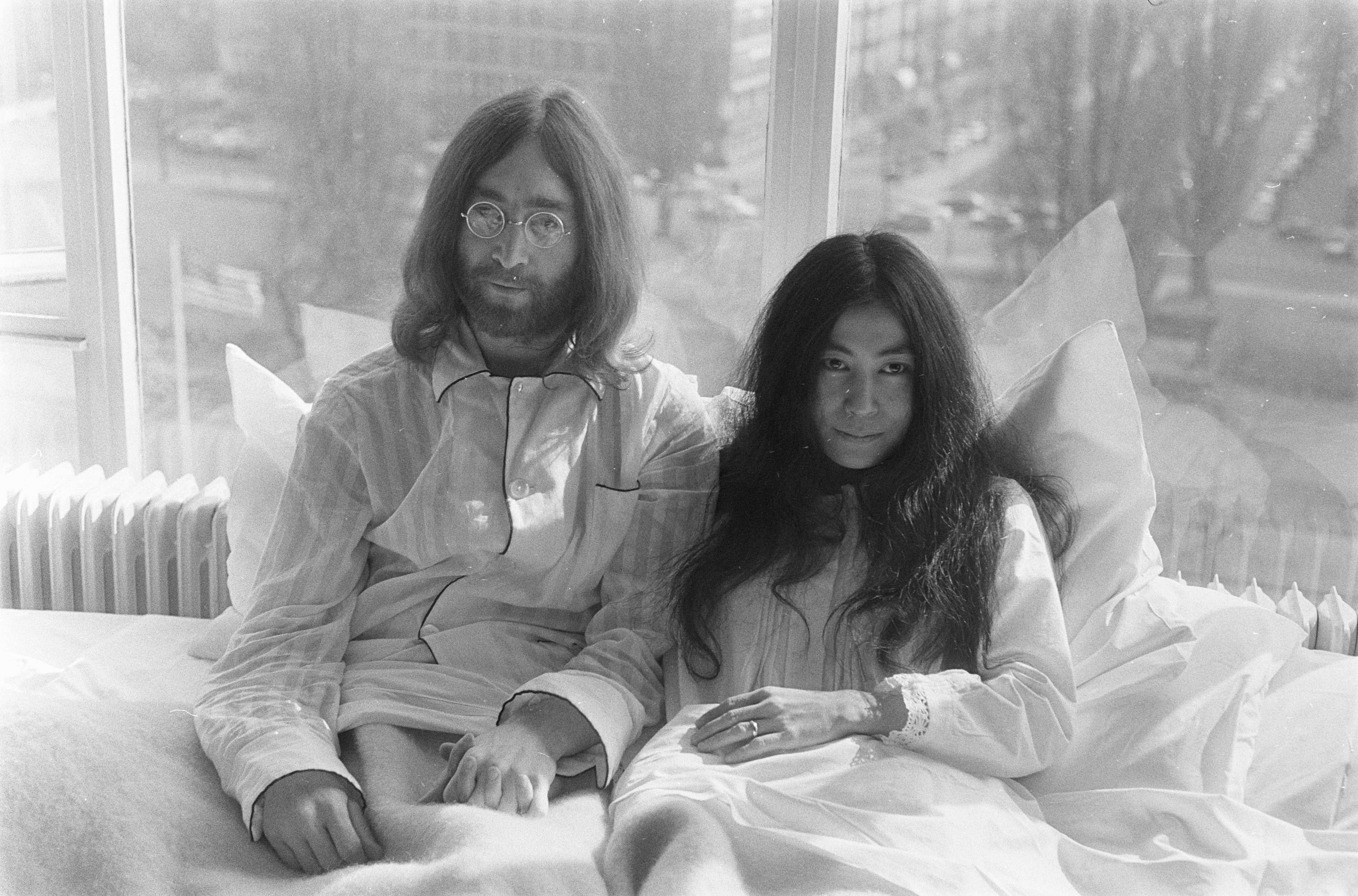
Lennon e Yoko Ono nel Bed-in pacifista

A partire dagli anni sessanta, Yoko Ono è stata una fiera e costante attivista in favore del pacifismo e del rispetto dei diritti umani. Dopo il loro matrimonio, nel marzo del 1969, John e Yoko annunciarono un Bed-In per la pace nella suite nuziale dell'Hotel Hilton di Amsterdam. I giornalisti si accalcarono per riuscire ad entrare perché credevano che i due avrebbero fatto sesso in pubblico, davanti alle loro macchine fotografiche, ma si trovarono invece di fronte ad una coppia di neo-sposini in pigiama che volevano parlare della pace nel mondo. Nel maggio dello stesso anno fecero un secondo Bed-In a Montréal, da cui derivò la registrazione del loro primo singolo Give Peace a Chance, che sotto il nome del nuovo gruppo Plastic Ono Band riuscì ad entrare nella classifica dei primi 20 dischi più venduti. Insieme a John diede vita a numerose altre forme di protesta sociale, tra cui il Bagism, che consiste nel nascondere se stessi in una borsa o un sacco per dimostrare che le persone non vanno giudicate dall'apparenza esteriore.
Nel 2002 Yoko Ono ha istituito un proprio premio per la pace, un assegno di 50.000 dollari per artisti che vivono in "zone di guerra". I primi beneficiari sono stati degli artisti Israeliani e Palestinesi. Nel 2004 ha reinciso la sua canzone Every Man Has a Woman Who Loves Him, per sostenere la causa dei matrimoni omosessuali, pubblicando due diversi remix intitolati Every Man Has a Man Who Loves Him e Every Woman Has a Woman Who Loves Her.

### I rapporti con Paul McCartney
Il rapporto di Yoko Ono con uno degli altri componenti dei Beatles, Paul McCartney, è sempre stato piuttosto complicato.
Uno dei punti principali della loro lunga disputa è l'attribuzione di molte delle canzoni dei Beatles. Fintanto che i Beatles rimasero insieme, tutte le canzoni scritte da Lennon o da McCartney erano attribuite a Lennon-McCartney, indipendentemente dal fatto che la canzone in questione fosse effettivamente frutto di una collaborazione o fosse stata invece scritta da uno solo dei due. Dopo la morte di Lennon, Paul tentò di cambiare l'ordine in cui venivano citati gli autori in McCartney-Lennon per alcuni pezzi come Yesterday che erano stati scritti solo da lui o comunque prevalentemente da lui, ma Yoko non glielo permise. Disse che se l'avesse permesso avrebbe sentito di rompere un accordo che i due avevano fatto quando John era ancora vivo. Tuttavia McCartney affermò che un simile accordo non era in realtà mai esistito. Gli altri due Beatles alla fine si dichiararono favorevoli a lasciare l'attribuzione delle canzoni così come era sempre stata e così McCartney ritirò la propria richiesta. La questione si ripresentò nel 2002, quando sull'album di Paul McCartney Back in the U.S. Live 2002, 19 classiche canzoni dei Beatles vennero qualificate come "scritte da Paul McCartney e John Lennon".
Nonostante le differenze, nel 1995 McCartney e la sua famiglia collaborarono con la Ono e Sean Lennon per scrivere la canzone Hiroshima Sky Is Always Blue, che commemora il cinquantesimo anno dallo scoppio della bomba atomica sulla città giapponese. Della Ono McCartney disse: «Pensavo fosse una donna fredda. (...) È il contrario (...) Penso sia solo più determinata delle altre persone ad essere se stessa». Nel 2005, ricevendo il riconoscimento Q Awards, la Ono ha fatto un commento controverso che i media hanno interpretato come un insulto ai testi di Paul McCartney: disse che Lennon una volta si era sentito insicuro circa la qualità dei testi da lui composti e le chiese perché gli altri autori «fanno sempre cover delle canzoni di Paul e mai delle mie». La Ono gli rispose «Sei un buon autore; non scrivi cose come "cuore - amore" Sei un buon cantante e la maggior parte dei musicisti sono probabilmente a disagio a pensare di eseguire cover delle tue canzoni». Non si sa se lei intendesse questo come un'offesa. Heather Mills McCartney commentò: «Confrontate quanto successo riscuote la musica di Yoko Ono rispetto a quella di Paul. Questo parla da sé».
La Ono poi affermò che non intendeva offendere o attaccare Paul; e continuò a sostenere che rispettava McCartney e che era la stampa ad avere decontestualizzato le sue parole. Dichiarò inoltre: «Le persone hanno bisogno di argomenti leggeri, come i litigi tra me e Paul, per sfuggire a tutti gli orrori del mondo, ma non è più vero... Abbiamo litigato molte volte in passato; ma ora rispetto Paul per esser stato partner di John e Paul rispetta me per essere stata sua moglie».

### Nuove provocazioni
La Ono si lanciò in una nuova altra provocazione con il suo contributo alla quarta edizione della Biennale di Liverpool nel 2004. Con striscioni, borse, adesivi, cartoline, volantini e poster inondò la città con due immagini: il seno di una donna e una vulva. L'opera, intitolata My Mummy Was Beautiful (It."La mia mammina era bella") era dedicata alla madre di Lennon, Julia, morta quando John era adolescente. Secondo la Ono l'opera era innocente, non scioccante e voleva replicare l'esperienza di un neonato che guarda la madre: quelle parti del corpo sono per il bambino l'introduzione all'umanità.
Alcuni abitanti di Liverpool, tra cui la sorellastra di Lennon, Julia Baird, reputarono l'opera offensiva. Il programma della BBC North West Tonight invitò i telespettatori a telefonare per esprimere la loro opinione e, dei 6.000 chiamanti, il 92% rispose che voleva la rimozione dell'immagine.
Chris Brown, giornalista del Daily Post di Liverpool, apprezzò l'opera e scrisse: «Molti hanno amato l'opera (...) e Yoko Ono è riuscita di nuovo a far muovere gli occhi del mondo verso di noi». Anche il giornale The Times di Londra fu positivo: «Il suo imperdibile contributo alla quarta edizione della Biennale di Liverpool domina l'evento e sembra anche simboleggiare la nuova Liverpool internazionale (...) Brillante (...) Come sempre con l'arte di Yoko Ono, un'azione semplice è diventata un'azione radicale».
Rispondendo alle critiche la Ono affermò: «Non cercavo di insultare Liverpool. In realtà, quando avevo pensato all'installazione e a questo bel seno e vulva di madre per tutta la città, avevo pensato 'Ah, sarebbe così bello', ed è come dar loro amore, perché siamo tutti nati dal corpo di nostra madre e la prima cosa da cui siamo nutriti è il seno materno. In qualche modo le persone cercano di inibire quel ricordo. Le donne sono messe in una condizione per cui si sentono imbarazzate del loro corpo. È così ridicolo, ma anche così strano: dobbiamo scusarci per aver creato la razza umana».
Della sua ispirazione artistica, ha detto: «Sono sempre dentro di me ed ascolto cosa che mi viene in mente. Sono come un condotto di un messaggio, che passa attraverso di me. Mi interesso a tutto, ugualmente, ogni giorno. Sono innamorata della vita, del mondo, in ogni istante»

## Discografia

### Da solista
Album in studio
- Yoko Ono/Plastic Ono Band (1970)
- Fly (1971)
- Approximately Infinite Universe (1972)
- Feeling the Space (1973)
- Season of Glass (1981)
- It's Alright (I See Rainbows) (1982)
- Every Man Has a Woman (1984) (album tributo con la partecipazione di vari artisti)
- Starpeace (1985)
- Rising (1995)
- Blueprint for a Sunrise (2001)
- Between My Head and the Sky (2009)
- Take Me to the Land of Hell (2013)

Album di remix
- Rising Mixes (1996)
- Yes, I'm a Witch (2007)
- Open Your Box (2007)
- Yes, I'm a Witch Too (2016)
- Yokokimthurston (con Thurston Moore e Kim Gordon) (2012)
- Warzone

Raccolte
- Onobox (1992)
- Walking on Thin Ice (1992)
- A Story (1997)

Colonne sonore
- New York Rock (1994)

#### Con John Lennon
- Unfinished Music No.1 - Two Virgins (1968)
- Unfinished Music No.2 - Life with the Lions (1969)
- Wedding Album (1969)
- Live Peace in Toronto 1969 (1969)
- Some Time in New York City (1972)
- Double Fantasy (1980)
- Milk and Honey (1984)

### Singoli

#### Solisti
- Mrs. Lennon/Midsummer New York (1971)
- Now or Never/Move on Fast (1972)
- Mind Train/Listen, the Snow is Falling (1972)
- Death of Samantha/Yang Yang (1973)
- Josejoi Banzai (1973)
- Woman Power/Men, Men, Men (1973)
- Run, Run, Run/Men, Men, Men (1973)
- Walking on Thin Ice (1981)
- No, No, No (1981)
- My Man (1982)
- Never Say Goodbye (1983)
- Hell in Paradise (1985) numero 16 Dance
- Cape Clear/Walking On Thin Ice (Re-Edit) (promo) (1985)
- Open Your Box (remix) (2001)
- Kiss Kiss Kiss (remix) (2002)
- Yang Yang (remix) (2002) numero 17 Dance
- Walking on Thin Ice (Pet Shop Boys remix) (2003)
- Will I/Fly (remix) (2003) numero 19 Dance
- Hell in Paradise (remix) (2004) numero 4 Dance
- Everyman... Everywoman (2004)
- Early in the Morning (con Kim Gordon e Thurston Moore) (2012)
- Hold Me (feat. Dave Audé) (2013)

#### Con John Lennon
- Give Peace a Chance/Remember Love (1969)
- Cold Turkey (Lennon)/Don't Worry, Kyoko (Ono) (1969)
- Instant Karma (Lennon)/Who Has Seen the Wind? (Ono) (1970)
- Mother (Lennon)/Why (Ono) (1971)
- Power to the People (Lennon)/Open Your Box (Ono) (1971)
- Happy Xmas (War is Over)/Listen, the Snow is Falling (1971)
- Woman Is the Nigger of the World/Sisters, O Sisters (1972)
- (Just Like) Starting Over (Lennon)/Kiss Kiss Kiss (Ono) (1980)
- Woman (Lennon)/Beautiful Boys (Ono) (1981)
- Watching the Wheels (Lennon)/Yes, I'm Your Angel (Ono) (1981)
- Nobody Told Me (Lennon)/O'Sanity (Ono) (1984)
- I'm Stepping Out (Lennon)/Sleepless Night (Ono) (1984)
- Borrowed Time (Lennon)/Your Hands (Ono)

## Filmografia
Regista
- Cut Piece (1965, 9 min)
- Eye Blink (1966, 5 min)
- Bottoms (1966, 5½ min)
- Match (1966, 5 min)
- Film No. 4 (Bottoms) (1966/1967, 80 min)
- Bottoms, filmato pubblicitario (1966/1967, 2 min circa)
- Wrapping Piece (1967, 20 min circa, musica di Delia Derbyshire)
- Two Virgins (1968, 20 min circa)
- Film No. Five (Smile) (1968, 51 min)
- Self-Portrait (1969, 42 min)
- Rape (1969, 77 min), filmato da Nick Rowland.
- Bed Peace (1969, 71 min)
- Honeymoon (1969, 61 min)
- Apotheosis (1970, 17 min)
- Freedom (1970, 1 min)
- Fly (1970, 25 min)
- Making of Fly (1970, 30 min circa)
- Up Your Legs Forever (1971, 70 min)
- Erection (1971, 20 min)
- Sisters, O Sisters (1971, 4 min)
- Luck of the Irish (1971, 4 min circa)
- Imagine (1972, 70 min)
- Blueprint for the Sunrise (2000, 28 min)
- Onochord (2004, loop continuo)[13]